# Spörken (Gemeinde Gresten)
Spörken ist ein Ortsteil der Marktgemeinde Gresten in Niederösterreich.
Spörken befindet sich, direkt angebaut, südlich von Gresten und erstreckt sich bis knapp vor das Schloss Stiebar. Spörken war im 18. Jahrhundert ein Zentrum der eisenverarbeitenden Industrie; auf kleinster Fläche befanden sich hier eine große Sensenschmiede, ein Gschmeidler (Geschmeide-, Schmuckmacher), drei Schlosser, ein Nadler, ein Pfannenschmied und zwei Nagelschmiede.